# Semur-en-Brionnais
Semur-en-Brionnais ist eine französische Gemeinde mit 608 Einwohnern (Stand 1. Januar 2022) im Département Saône-et-Loire in der Region Bourgogne-Franche-Comté. Sie gehört zum Arrondissement Charolles und zum Kanton Chauffailles. Sie ist Mitglied des Gemeindeverbands Communauté de communes de Semur-en-Brionnais und als eines der Plus beaux villages de France (schönste Dörfer Frankreichs) klassifiziert.
Die Bewohner werden Semurois und Semuroises genannt.

## Geografie
Der Ort ist Teil der Gegend Brionnais und liegt auf einer kleinen Anhöhe umgeben von Obstwiesen und Weiden sechs Kilometer östlich der Loire etwa auf der Höhe von Marcigny. Die Stadt Mâcon befindet sich im Osten in einer Entfernung von etwa 50 km (Luftlinie).

## Sehenswürdigkeiten
- Die romanische Kirche Saint-Hilaire aus dem 12. Jahrhundert gehört zu den besonderen Kleinoden der Region. Sie ist seit 1862 als Monument historique klassifiziert.
- Die Kapelle Saint-Martin-la-Vallée mit Ursprüngen aus dem 12. Jahrhundert ist seit 1971 als Monument historique eingeschrieben.
- Die Ruine des Donjons der Burg aus dem 12. Jahrhundert, in dem St. Hugo Abt von Cluny und Erbauer der Basilika von Paray-le-Monial geboren worden sein soll, befindet sich direkt im Ortszentrum. Die Überreste der Burg sind seit 1971 als Monument historique eingeschrieben.
- Das Rathaus (Hôtel de ville) wurde 1788 erbaut und ist seit 1984 als Monument historique eingeschrieben.

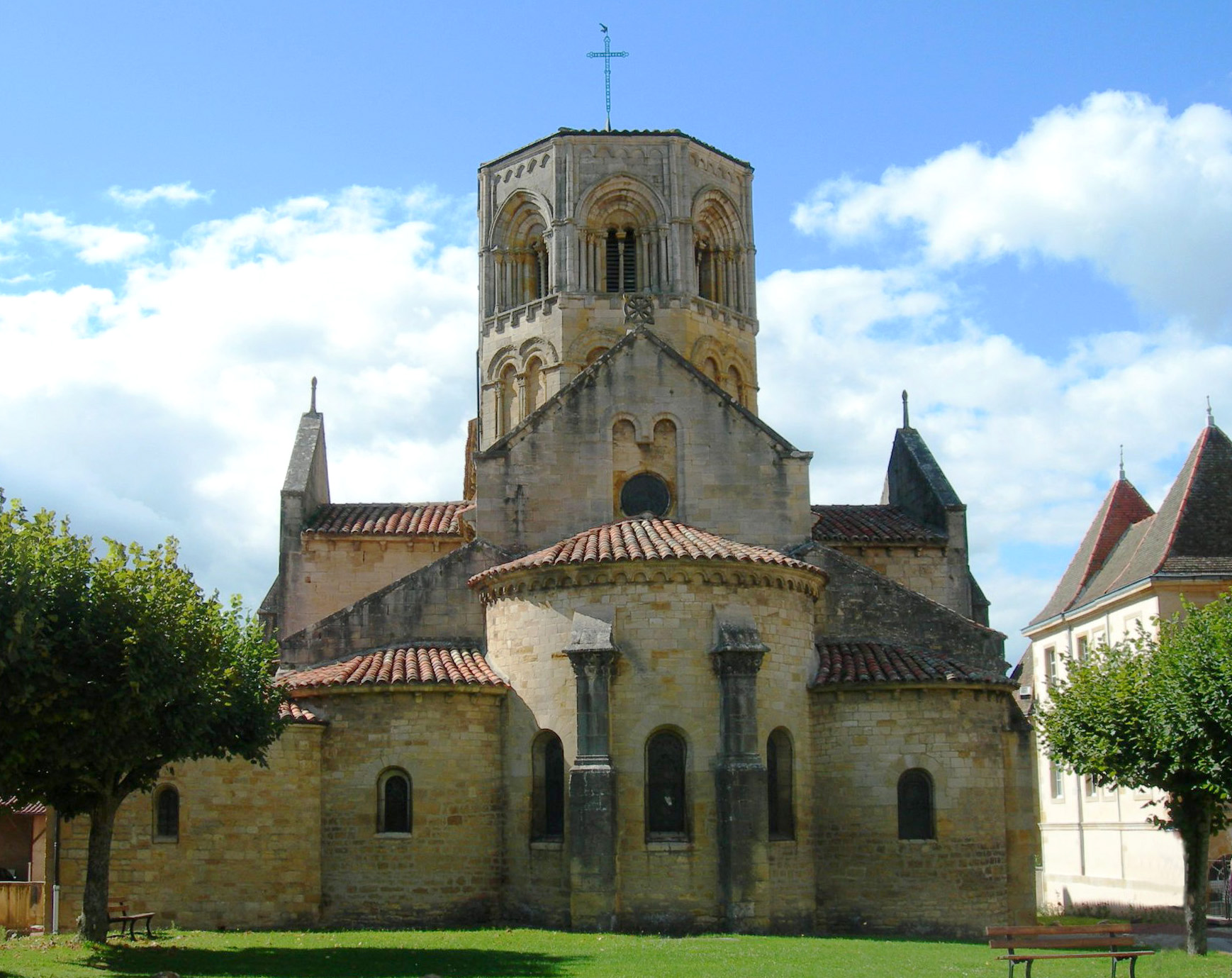
Kirche Saint-Hilaire
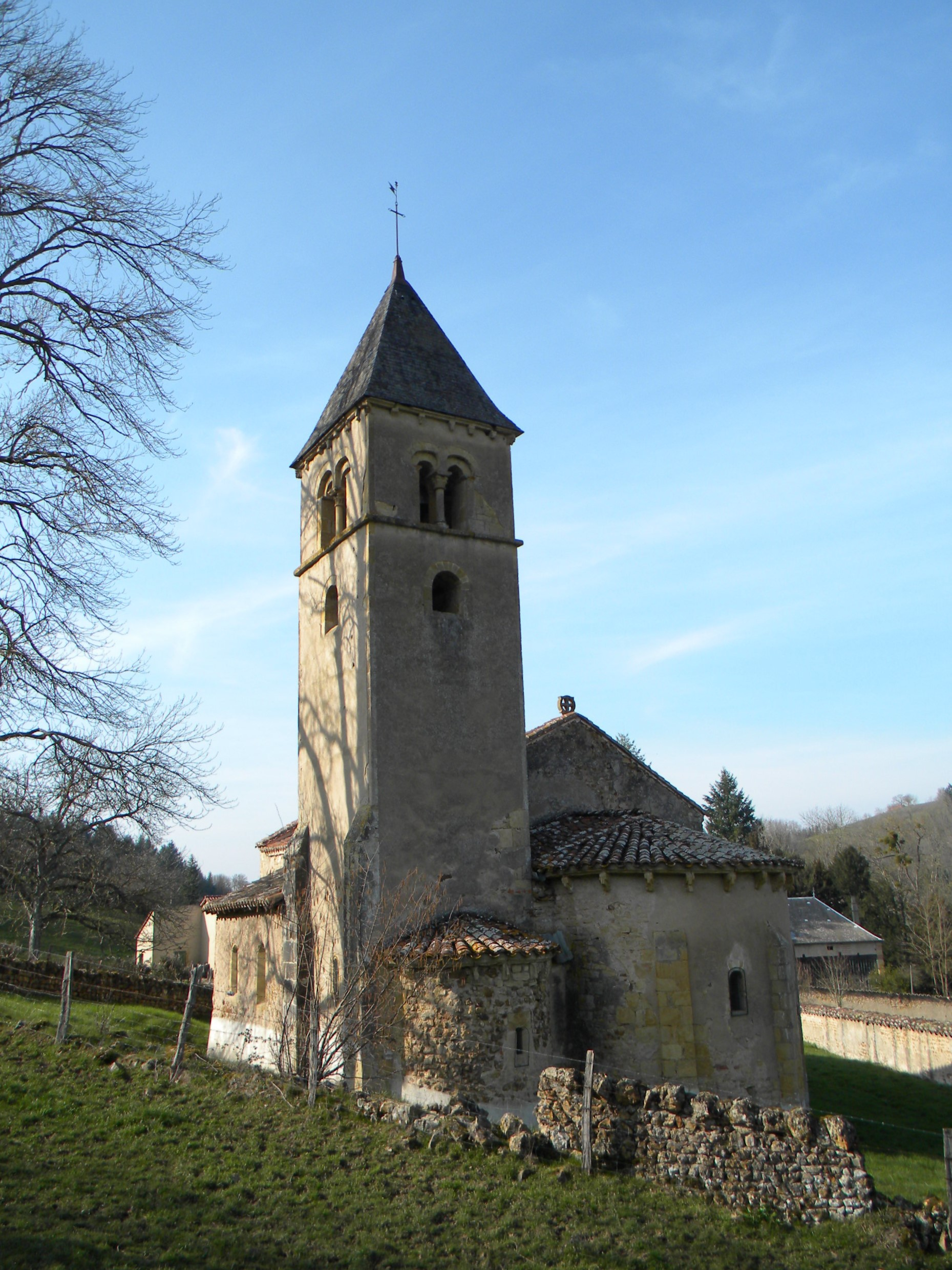
Kapelle Saint-Martin-la-Vallée
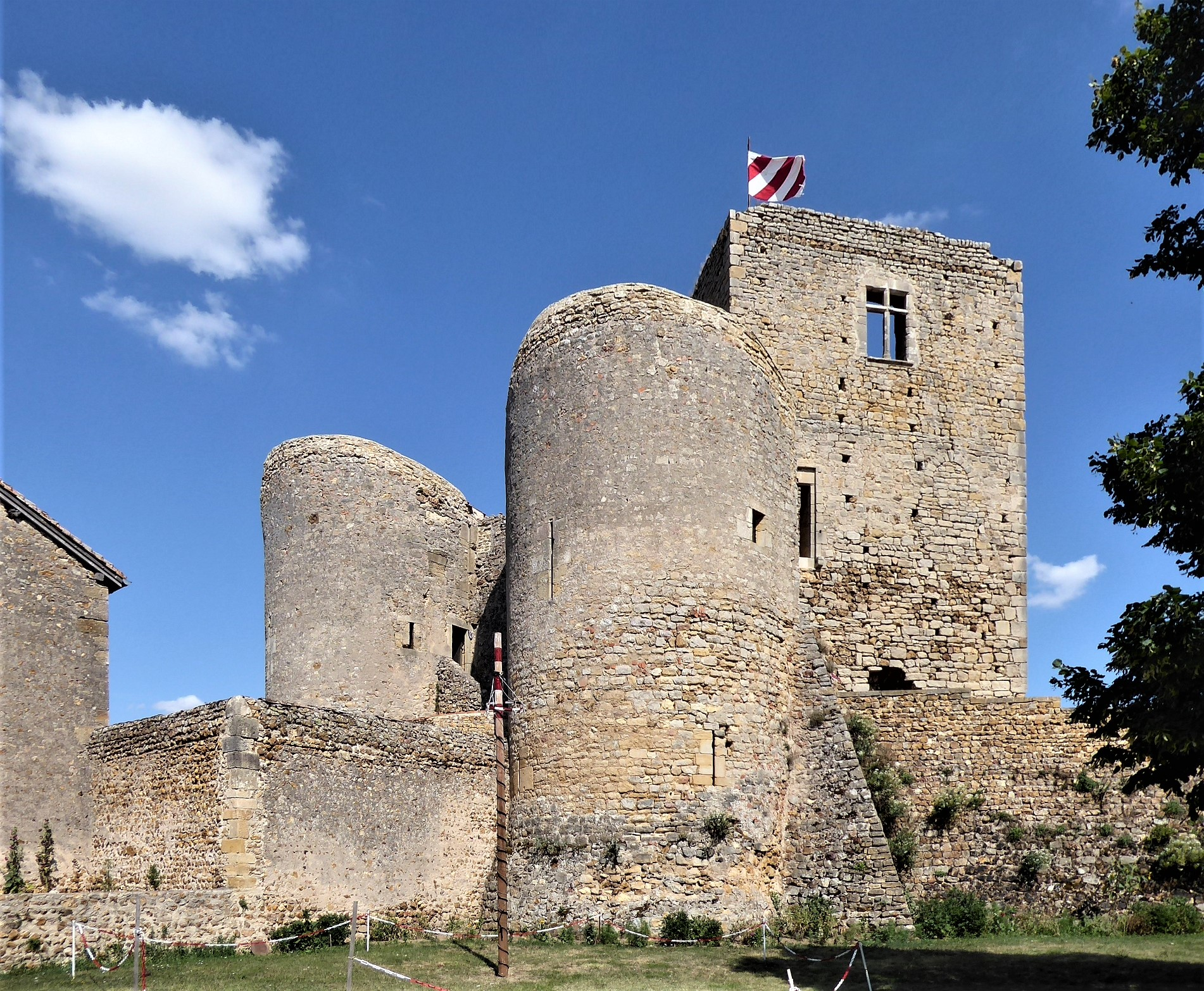
Burgruine

## Persönlichkeiten
- Die Herrschaften von Semur, darunter auch  Hugo der Heilige, Abt von Cluny
- Henriette d’Angeville (1794–1871), französische Bergsteigerin, geboren in Semur-en-Brionnais